# MAN SL202
MAN SL202 — городской высокопольный автобус, выпускавшийся компанией MAN в период с 1983 по 1993 год по спецификации VöV-Standard-Bus. Он также был доступен в качестве шасси, на котором строили свои автобусы другие производители.

## История
MAN SL202 вытеснил MAN SL200. SL202 выпускался с широким выбором трансмиссий: от трёх- и четырёхступенчатых автоматических коробок передач Renk Doromat до трёх- и четырёхступенчатых коробок передач Voith DIWA, а также четырёх- и пятискоростных коробок передач ZF Ecomat 4HP500 или 5HP500. Один из них был модернизирован трансмиссией Allison World Series B300R4, что значительно повысило производительность по сравнению с аналогичными примерами с трёхступенчатой трансмиссией Voith DIWA.
Двигатели внутреннего сгорания, использовавшиеся в SL202, были заменены примерно в 1990 году, от старых, меньших двигателей серии D2566 до более новых, больших двигателей серии D2866. Большинство SL202 до 1990 года имело двигатель D2566UH мощностью 155 киловатт (211 л. с.; 208 л. с.), развивающий около 755 Н*м крутящего момента при 1400 оборотах в минуту. Эти двигатели D2566 имеют мощность 11,413 литра (696,5 кубических дюйма) и максимальную скорость 2200 оборотов в минуту. Этот же двигатель был использован для SL200 и аналогичен по конструкции двигателю OM407h, используемому в Mercedes-Benz O305.
После 1990 года автобусы MAN SL202 имеют двигатель D2866 с более высокими показателями мощности и крутящего момента. Эти двигатели имеют объём 11,967 литра (730,3 кубических дюйма) и максимальную мощность при 2200 об / мин, конструкция аналогична двигателю OM447h автобуса Mercedes-Benz O405.
Большая часть конструкции была использована в североамериканской версии MAN SL202.

## Эксплуатация
MAN SL202 в основном продавался в Германии. Версия шасси продавалась в Австралии и Новой Зеландии.

### Австралия
Сидней закупил 50 автобусов MAN SL202. Они были выведены из эксплуатации в 2013 году, в то время как Аделаида закупила 125 таких автобусов, Городской совет Брисбена купил два таких автобуса, а Darwinbus — пять.

### Новая Зеландия
Региональный совет Окленда приобрел 69 автобусов MAN SL202, Транспортный совет Крайстчерча — 57, транспортный совет Нью-Плимута — 6, а городской совет Веллингтона — 30. В период с 1986 по 1988 год компания New Zealand Coach Service приобрела 11 автобусов MAN SL202.

### Россия
Около 60 автобусов данной модели, поступивших подержанными из Германии и Швейцарии, эксплуатировалось в подмосковной компании Мострансавто с 1999 по 2014 годы.

## MAN SG242
MAN SG242 — высокопольный городской сочленённый заднеприводный автобус, выпускаемый с 1986 по 1999 год.